# Teatro Redini
Il teatro Redini è stato un teatro di Pisa situato nel quartiere di San Martino.

## Storia
Inaugurato il 7 novembre 1901 nel quartiere di San Martino, nell'attuale via Pietro Gori non lontano dalla chiesa di San Bernardo, il teatro presentava una sala rettangolare con galleria e quattro palchi su un singolo lato.
Concepito più per scopi promozionali che per fini teatrali, è stata utilizzata negli anni, oltre che per attività di prosa, anche come cinematografo, sala da ballo, pista di pattinaggio e casermaggio per militari. Acquistato dal pittore e incisore Giuseppe Viviani, cessò definitivamente di funzionare durante la seconda guerra mondiale. Venne successivamente usato prima come bottega artigiana e poi come magazzino, per cadere quindi nell'attuale stato di degrado.
Rimangono visibili l'antica insegna e una lunetta in legno intagliato nell'arco a tutto sesto dell'entrata.